# Драган Бурсаћ
Драган Бурсаћ  (Бихаћ, 25. октобар 1975) босанскохерцеговачки је новинар и колумниста.

## Биографија
Рођен је у мијешаном браку, отац му је Србин и а мајка Хрватица.
Бурсаћ је одрастао у Босанском Петровцу гдје је завршио основну школу. Гимназију је завршио у Сремској Митровици.
Као младић био је војник Војске Републике Српске и учествовао је у борбама на фронту. За своје учешће у офанзиви на Бихаћ, изјавио је да је Гледао и срамно ћутао.
Године 2002. је дипломирао на Филозофском факултету у Бања Лука. Професор је филозофије и социологије.
Новинарством се почиње бавити 1998. у студентском магазину БУМ. Након дипломирања почиње радити као новинар на Радио Бањалуци.  Од 2009. до 2016. запослен је као новинар и колумниста БУКА портала. Од 2014. почиње објављивати колумне за Ал Џазира Балканс. Редован је колумниста Ал Џазира Балканс и портала Радио Сарајево. Објављује и на порталима Аутономија и Антена М.
Члан је П.Е.Н. Центра БиХ. Живи и ради у Бања Луци.

## Ставови
Као мисију свог професионалног рада Бурсаћ дефинише да има изнијети пред лице повијести факте који ће нам сутра омогућити да будемо нормални, здрави и честити људи.
Залаже се за укидање ентитета и кантона у БиХ.
Бурсаћ сматра да држава Србија није дио цивилизованог свијета те да колективно одбија да се суочи са прошлошћу.
Он Србе карактерише као незрелу нацију заробљену у порицању.
Драган Бурсаћ сматра да је Република Српска тренутно највећи споменик геноциду на свијету. Он у својим текстовима Републику Српску назива Републиком Шумском и Републиком Мафијашком.
Републику Српску Крајину у својим текстовима карактерише као злочиначку творевину.
У текстовима заступа став да крвави српски свет води у нестанак Срба. За узрок грађанских ратова деведесетих Бурсаћ проналази великосрпски национализам.
Износи тврдњу да је за чињеницу да већина Срба из Сарајева више не живи у родном граду - одговорно пар српских будала. Ове наводе је демантовао социолог и новинар Душан Шеховац.
Дјеловање митрополита Амфилохија окарактерисао је као деструктивно нечовјечни рад.
Након подршке коју је Новак Ђоковић пружио грађанима Црне Горе активним у мирним протестима против контроверзног закона о слободи вјероисповјести, Бурсаћ га је окарактерисао као великосрпског националисту.
У текстовима за портал из Црне Горе Антена М, Бурсаћ осмовјековну Српску православну цркву назива Црквом Србије и псеудоисторијски тврди да средњовјековна српска династија Војислављевића има етнички црногорски предзнак.
За државни празник Дан српског јединства, слободе и националне заставе писао је да је пребројавање четничког кадра и силовање повијести која узвраћа тиме што је на исти дан нацистичка Њемачка почела да користи своју заставу.

### Пријетње
Због својих ставова је у неколико наврата добијао пријетње смрћу.

## Награде
- 2013. — Годишња награда УНИЦЕФ-а за посебан новинарски допринос промоцији и заштити права дјетета[5]
- 2014. — Новинарска награда „Срђан Алексић” за континуирано извјештавање о маргинализованим групама и развоју друштвено одговорног новинарства[31]
- 2017. — Уједињене нације Босна и Херцеговина Признање за новинарски допринос информисању и промоцији циљева одрживог развоја у Босни и Херцеговини[32]
- 2018. — Европска Новинска Награда у категорији мишљење за колумну Треће стријељање ђечака Петра из Коњица[33]
- 2018. — Годишња награда у категорији Новинар Године, Друштво Новинара Босне и Херцеговине[12]
- 2018. — Повеља Почасног Грађанина Босанског Петровца за развој и општи напредак општине Босански Петровац[34]
- 2021. — Годишња регионална награда „Мирко Ђорђевић“ за најбољег новинара на бившом југословенском простору - годишња награда Независног друштва новинара Војводине (НДНВ)[35]
- 2021. — Награда њемачке асоцијације за Југоисточну Европу „Südosteuropa-Gesellschaft”[36]

## Дела
- ПТСП споменар, збирка кратких прича, 2018.[37][38]